# 亚历山大一世岛
亚历山大一世岛（英語：Alexander I Island），亦称亚历山大岛（Alexander Island），南极洲沿岸一岛屿，位于南极半岛以西的别林斯高晋海中，面积43250平方公里，是世界第二大無人島。
俄罗斯帝国探险家别林斯高晋于1821年1月28日发现该岛，并以俄罗斯皇帝亚历山大一世之名为其命名。1940年之前，人们均认为该岛是南极洲大陆的一部分，此后才发现该岛与南极大陆并不相连。
英国、阿根廷和智利对该岛有主权要求，但在南极条约体系中被冻结。